# ユスポフ宮殿

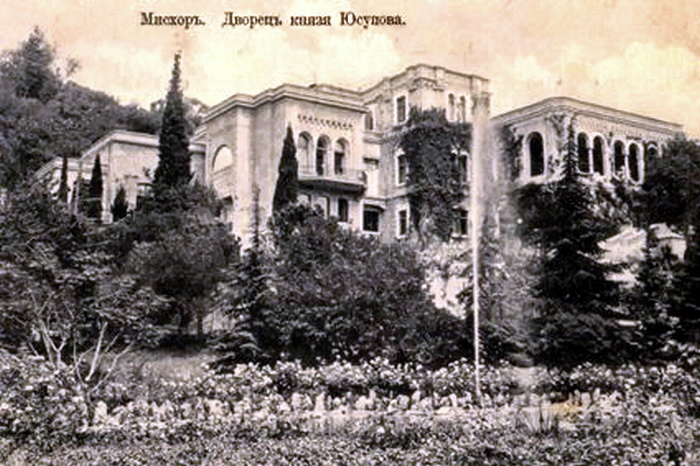
Miskhorのユスポフ宮殿

ユスポフ宮殿(Yusupov Palace、ウクライナ語: Юсуповський палац)は、クリミアのヤルタ近郊コーレイズにある宮殿である。ヤルタ近郊にロシア皇帝のリヴァディア宮殿を建築した建築家によって、1909年にフェリックス・ユスポフのために建てられた。この宮殿のスタイルは、ムーリッシュ・リバイバルで、外来の植物が茂るロマンティックな庭園、19世紀にLev Galitzineが作ったワインセラーが自慢であった。1917年のロシア革命後、この宮殿は国有化され、ヤルタ会談等の間のヨシフ・スターリンのお気に入りのダーチャとなった。
座標: 北緯44度25分57秒 東経34度05分22秒 / 北緯44.43250度 東経34.08944度